# Simon Karchne
Karchne Simon (Vippach (Karniolia), 1649. október 21. – Graz, 1722. december 11.) bölcseleti és teológiai doktor, jezsuita áldozópap és tanár.

## Életútja
Miután középiskolai tanulmányait elvégezte, fölvétetett a jezsuiták rendébe. Grazban a bölcseletet és teológiát tanította 26 évig és Laibachban a kollégium igazgatója volt. 1699-ben Nagyszombatban a teológiai kar dékánja, 1702-3-ban és 1713-ban az egyetem kancellárja volt. Azután Grazban több évig volt szintén egyetemi kancellár és tanár.

## Munkái
1. Josephina Gloria in Imaginibus D. Josephi S. J. ambitu affixis. Graecii, 1699 (elegia)
2. Piissimi affectus in Deum hausti ex fontibus aeternitatis, ex D. Augustini Confessionibus sincere delecti. Uo. 1699
3. Stylus Curiae Supremae, seu Consilia Divina humanae rationi proposita et exposita. Uo. 1707
4. Tractatus Canonisticus in Librum IV. Decretalium Judici utriusque fori ecclesiastici accomodatus... Aug. Vindel. 1713
5. Dissertationes juridico Theologicae Jure et Justitia. Uo. 1714
6. Dissertationes de Arbitus humanis cum suis principiis... Uo. 1716